# Lepidostoma sika
Lepidostoma sika is een schietmot uit de familie Lepidostomatidae. De soort komt voor in het Oriëntaals gebied.